# Каунасское водохранилище
Каунасское водохранилище (лит. Kauno marios) — самое большое водохранилище Литвы. Ёмкость 0,46 км³. Площадь — 64 км². Средняя глубина — 7 м, максимальная — 21 м.
Создано в 1959 году после перекрытия железобетонной плотиной высотой 24,6 м и длиной 150 м реки Неман выше города Каунас. Обеспечивает работу Каунасской ГЭС, а также является нижним бассейном Круонисской ГАЭС. Колебания уровня составляют 4 м. На берегах создан парк, имеется яхтклуб.

## Галерея

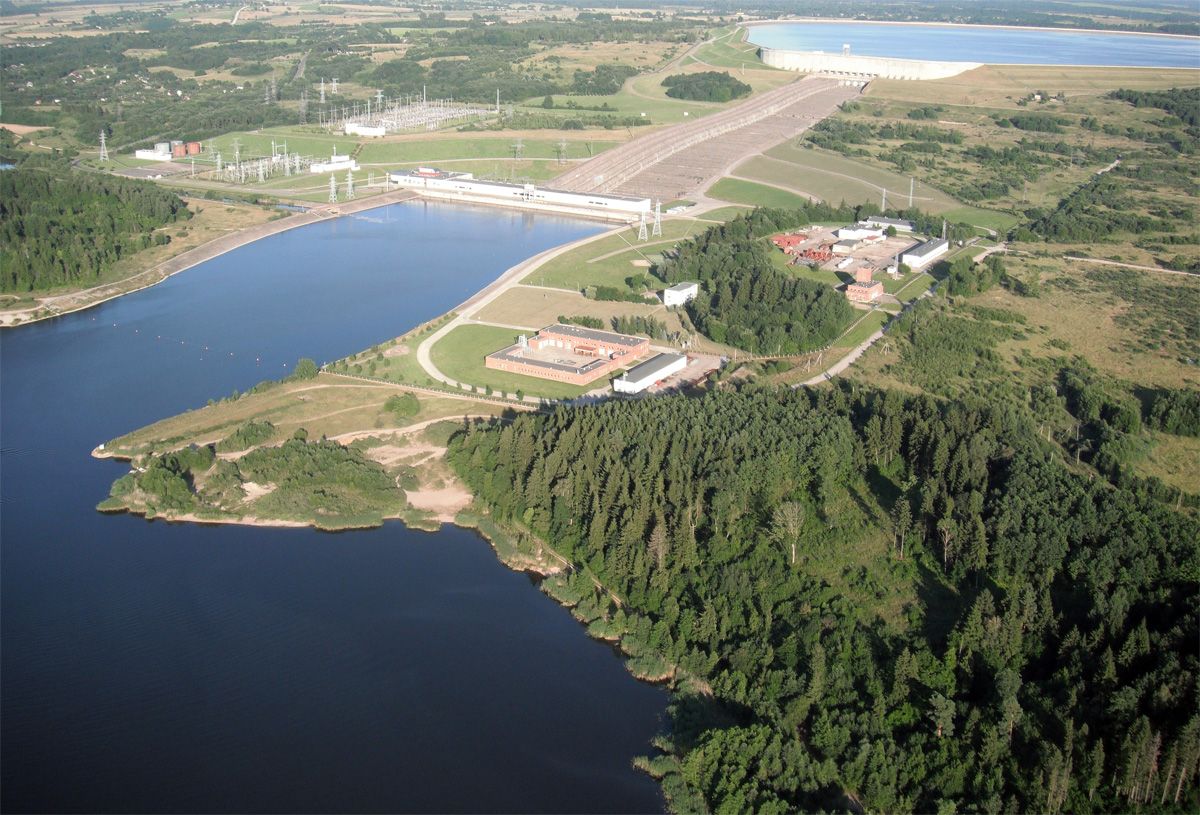
Вид со стороны нижнего бассейна
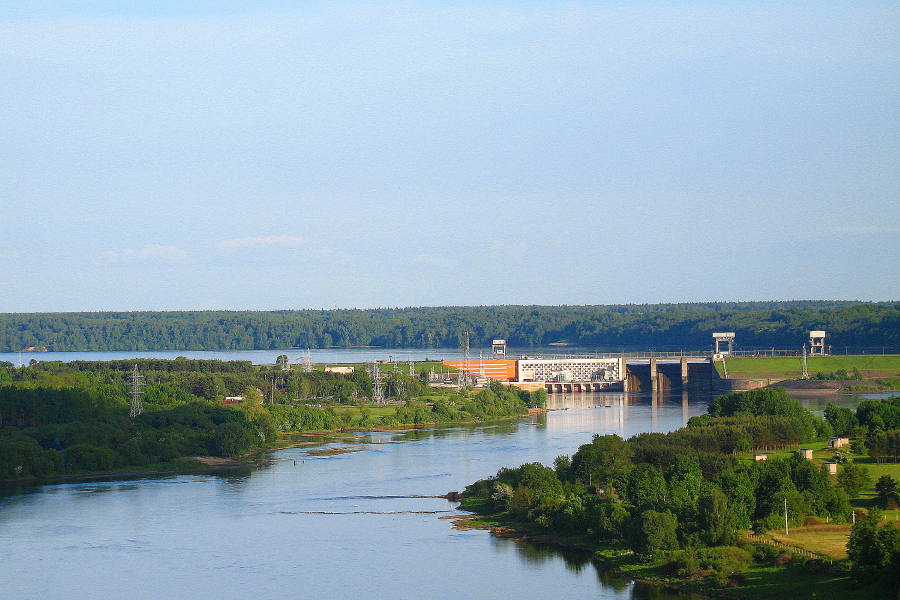
Каунасская ГЭС
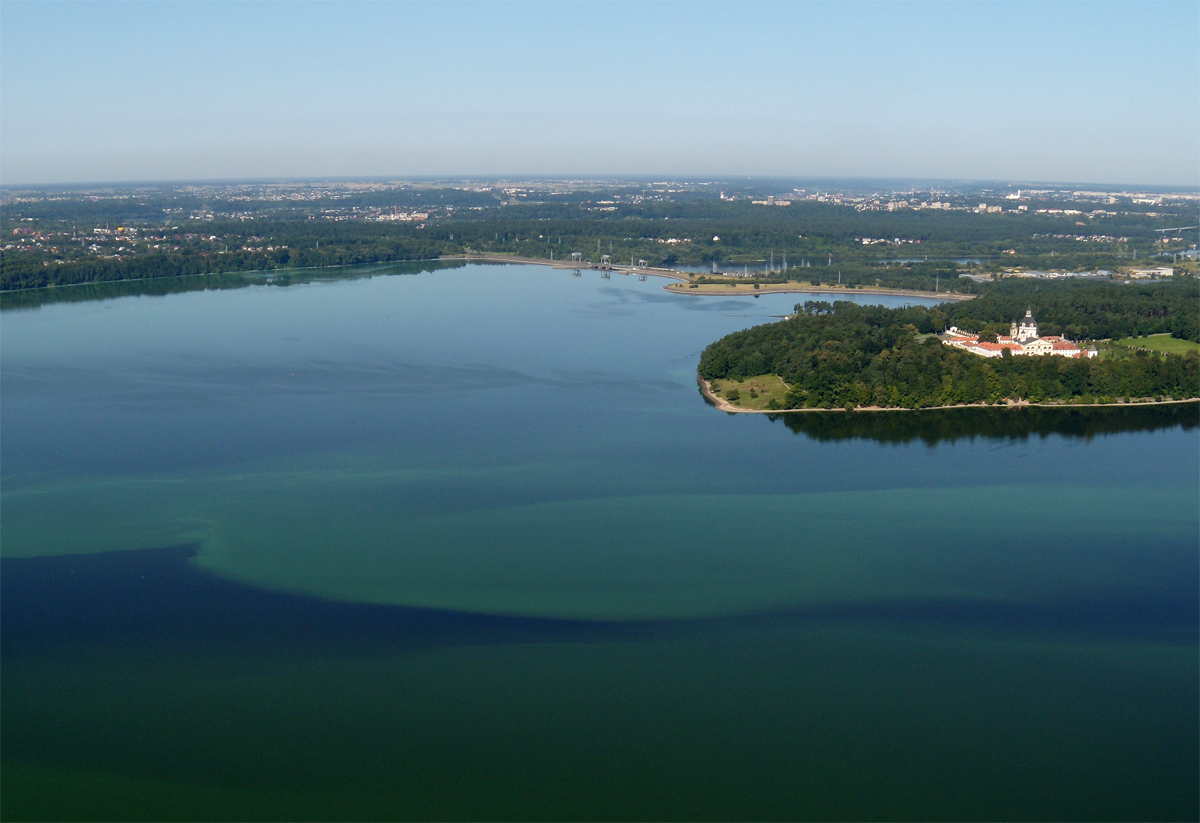
Каунасское водохранилище
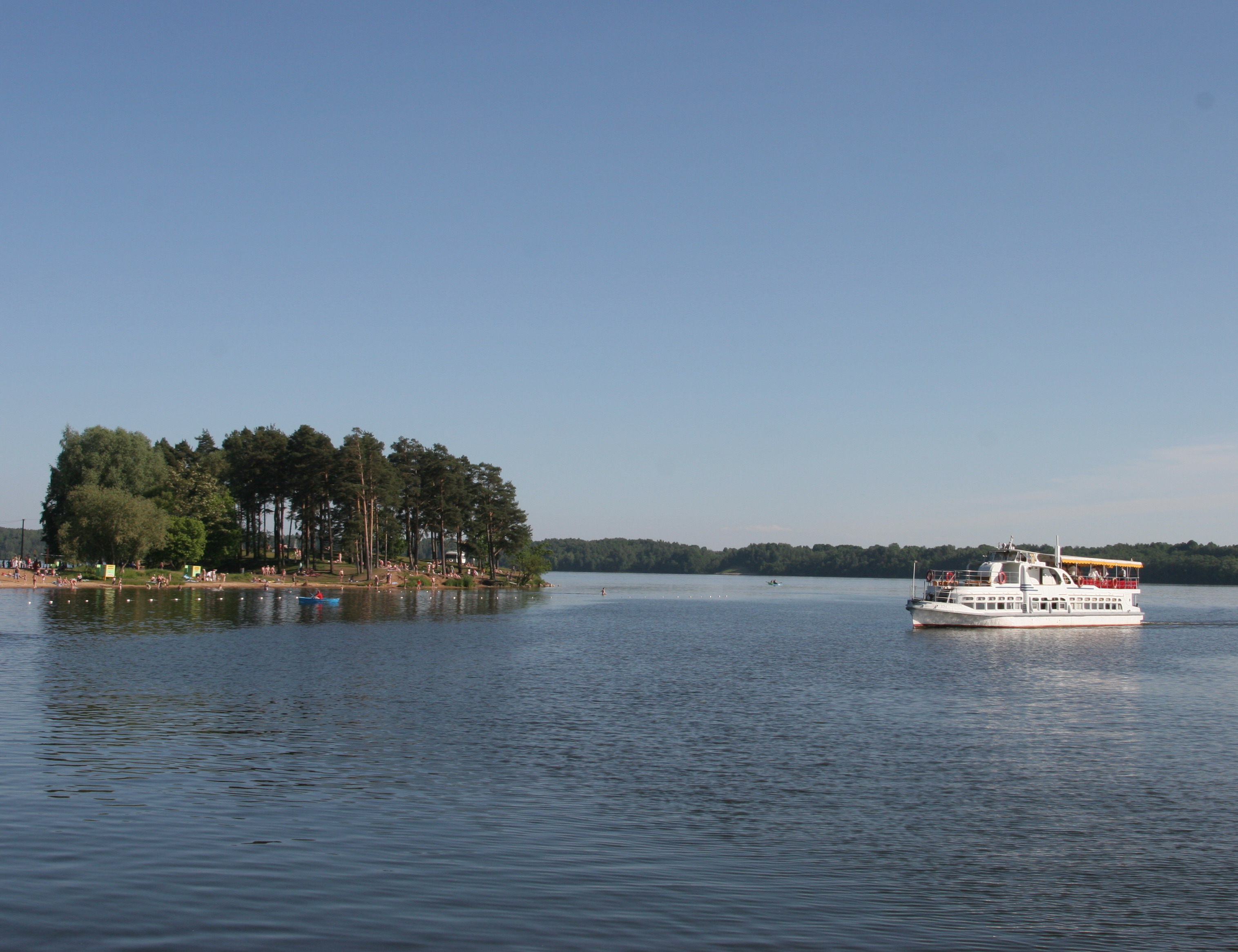